# Arnaldo De Rosette
Arnaldo De Rosette (... – Asti, 1348) è stato un vescovo cattolico francese.
È stato vescovo di Asti dal 1327 al 1348.

## Biografia
Canonico di Narbonne, venne consacrato da papa Giovanni XXII, anch'egli francese. Si adoperò molto nella ricostruzione della Cattedrale di Asti.
Molti sono i documenti che lo riguardano nel Libro Verde della Chiesa di Asti, di argomento politico, economico o feudale.
Nel 1328 promulgò un Sinodo che prevedeva alcuni decreti volti a regolamentare e classificare il clero astigiano e la sua composizione, con un particolare riguardo agli Ospitalieri.
Questi decreti, vennero raccolti poi nell'opera del 1539 denominata Constitutiones synodales astenses.
Nel 1329, Arnaldo venne nominato da papa Giovanni XXII " Collettore Generale " delle decime ecclesiastiche della Lombardia e il Piemonte.
Il 5 maggio 1348 lasciò con suo testamento il papa Giovanni erede universale dei suoi beni. Morì nello stesso anno probabilmente nel Castel vecchio.
Venne sepolto nel cimitero della cattedrale. Sul sepolcro venne scolpita l'immagine del vescovo in atto di benedire il popolo.
Questa bassorilievo venne poi incassato sulla facciata sud della chiesa di San Giovanni (a poche centinaia di metri dalla cattedrale) e vi rimase per molti secoli.
Distrutto il cimitero nel 1864, la scultura venne rimossa dal fronte della chiesa nel novembre 1881. Rotta in tre pezzi, rimase per alcuni anni abbandonata, fino a quando il canonico Vassallo la fece restaurare e murare nella parete interna sinistra della chiesa di San Giovanni il 16 febbraio 1884.

## Sinodi diocesani
- 1328